# Пинилья, Висенте
Висе́нте Пини́лья (исп. Vicente Pinilla OAR, 5 апреля 1871, Калатаюд, Арагон — 26 июля 1936, Мотриль, Андалусия) — блаженный Римско-католической церкви, священник, монах из католического монашеского ордена августинцев, мученик. Один из восьми мотрильских мучеников.

## Биография
В 1885 году, в возрасте 15 лет, поступил в августинский монастырь в Монтегуадо. 7 октября 1886 года принял монашеские обеты. 19 августа 1892 года был направлен на миссию на Филиппины, где 23 сентября 1893 года был рукоположён в сан священника. Во время революции на Филиппинах был арестован и содержался под арестом в течение двух лет. После освобождения из филиппинской тюрьмы вернулся в Испанию, в 1902 году был направлен в Бразилию, где занимался пастырской деятельностью в течение 25 лет. 25 января 1927 года вернулся в Испанию и жил в монашеской общине в городе Мотриль.
Начало Гражданской войны в Испании застал в приходе города Мотриль. 26 июля 1936 года был насильно изгнан из монастыря и расстрелян вместе с Эммануэлем Мартином Сьерра на улице республиканской милицией.

## Прославление
7 марта 1999 года был причислен к лику блаженных вместе с другими мотрильскими мучениками римским папой Иоанном Павлом II.
День памяти в Католической церкви — 5 мая.

## Источник
- «L’Osservatore Romano». № 5-6 (213) 1999. Mario Agnes, ISSN 1122-7249 .